# Avoiuli
Az Avoiuli (a Raga avoi „beszélni” és uli „rajzol” vagy „fest” szavakból) egy írásrendszer, amelyet a turaga bennszülött mozgalom használ a vanuatui Pünkösd-szigeten.

## Története
Viraleo Boborenvanua főnök fejlesztette ki 14 éven keresztül, a hagyományos homokrajzokon található tervek alapján, a latin ábécé alternatívájaként szolgál. Főleg a terület anyanyelvén, ragai nyelven írják, de más nyelveken is használható, például apma, biszlama és Angol nyelven.
Az Avoiuli írás betűkből, tízes számrendszerbeli számokból és egyéb szimbólumokból áll, beleértve a livatu és a hagyományos értéket képviselő különleges tárgyak, mint például a disznók és a festett szőnyegek jeleit. A Raga írásához használt nyugati helyesíráshoz hasonlóan a veláris ng nazális és az ngg prenazalizált mássalhangzót az n és a g betűk módosított alakjaival, a labioveláris bw, mw és vw mássalhangzókat viszont digráfokkal ábrázolja. Bár bizonyos szempontból a latin ábécé viszonylag egyszerű utánzása, az Avoiuli néhány sajátossággal rendelkezik.
Az alapjául szolgáló homokrajzokhoz hasonlóan az Avoiuli betűket is úgy tervezték, hogy egyetlen vonással lehessen megalkotni. Az írást balról jobbra vagy jobbról balra lehet írni (csak meg kell fordítani a betűket, bár a legtöbb amúgy is szimmetrikus). Az írásmód a legtöbb esetben „ökörszántásként” halad (váltakozó irányú), de gyakori, hogy a latin írásmód szerint balról jobbra írják.
A nagybetűk hasonlóak a kisbetűkhöz, de felnagyítva és egy + alakú „keret” köré rajzolva, ami a hagyományos homokrajzokban is megtalálható. A nagybetűket a mindennapi írásban nemigen használják.
A diákok a Turaga hagyományos iskolájában, az északkelet-pünkösdi Lavatmanggemuban, valamint a hozzá tartozó „egyedi iskolákban” tanulnak avoiuli írással írni, még ha jelentős tandíjat kell is fizetniük ezért a kiváltságért. Az avoiulit a Tangbunia őslakos bank is használja a nyilvántartások vezetésére.

## Jelkészlet
Az Avoiuli-írás betűi. Az alap jelkészlet a latin írás átírására alkalmas, de találhatók benne betűk Vanuatu más nyelveinek leírására.

## Számjegyek
Az Avoiuli íráshoz kidolgozott számrendszer.

## Fordítás
- Ez a szócikk részben vagy egészben  az   Avoiuli című angol Wikipédia-szócikk ezen változatának fordításán alapul.  Az eredeti cikk szerkesztőit annak laptörténete sorolja fel. Ez a jelzés csupán a megfogalmazás eredetét és a szerzői jogokat jelzi, nem szolgál a cikkben szereplő információk forrásmegjelöléseként.